# Волнат-Гроув (Каліфорнія)
Волнат-Гроув (англ. Walnut Grove) — переписна місцевість (CDP) в США, в окрузі Сакраменто штату Каліфорнія. Населення — 1452 особи (2020).

## Географія
Волнат-Гроув розташований за координатами 38°15′2″ пн. ш. 121°32′8″ зх. д. / 38.25056° пн. ш. 121.53556° зх. д. (38.250604, -121.535453).  За даними Бюро перепису населення США в 2010 році переписна місцевість мала площу 28,29 км², з яких 26,42 км² — суходіл та 1,87 км² — водойми.

## Демографія
Згідно з переписом 2010 року, у переписній місцевості мешкали 1542 особи в 585 домогосподарствах у складі 390 родин. Густота населення становила 55 осіб/км².  Було 689 помешкань (24/км²).
Расовий склад населення:
| - 61,2 % — білих - 7,1 % — азіатів - 1,6 % — корінних американців - 1,0 % — чорних або афроамериканців - 26,1 % — осіб інших рас |

До двох чи більше рас належало 3,1 %. Частка іспаномовних становила 43,6 % від усіх жителів.
За віковим діапазоном населення розподілялося таким чином: 23,2 % — особи молодші 18 років, 61,2 % — особи у віці 18—64 років, 15,6 % — особи у віці 65 років та старші. Медіана віку мешканця становила 40,6 року. На 100 осіб жіночої статі у переписній місцевості припадало 112,1 чоловіків;  на 100 жінок у віці від 18 років та старших — 113,9 чоловіків також старших 18 років.
Середній дохід на одне домашнє господарство  становив 81 289 доларів США (медіана — 54 167), а середній дохід на одну сім'ю — 102 469 доларів (медіана — 59 931). За межею бідності перебувало 15,8 % осіб, у тому числі 13,3 % дітей у віці до 18 років та 15,6 % осіб у віці 65 років та старших.
Цивільне працевлаштоване населення становило 462 особи. Основні галузі зайнятості: публічна адміністрація — 20,8 %, мистецтво, розваги та відпочинок — 16,9 %, освіта, охорона здоров'я та соціальна допомога — 14,7 %.